# Pella iberica
Pella iberica  (лат.) — вид мирмекофильных жуков-стафилинид рода Pella из трибы Lomechusini (подсемейство Aleocharinae).

## Распространение
Испания, Андалусия, Sierra de Palmitera.

## Описание
Длина вытянутого тела 5,1 — 5,5 мм (бока субпараллельные), длина головы 0,75 — 0,76 мм, ширина головы 0,9 мм. Отличается более длинными макросетами тела, особенно на переднеспинке и надкрыльях. Основная окраска коричневая и частично красновато-коричневая (усики, ротовые органы, ноги и часть надкрылий и брюшных сегментов). Усики 11-члениковые. Голова фронтально округлая, с затылочным швом, без шеи. Длина глаз составляет 0,34-0,35 от ширины головы. Переднеспинка и надкрылья покрыты щетинками. Задние крылья развиты. Формула лапок (число члеников в передних, средних и задних ногах): 4—5—5. Лигула без щетинок, но с сенсиллами. биология не исследована, но предположительно, как и для других Европейских видов рода для них характерны мирмекофильные связи с муравьями Lasius fuliginosus из подрода Dendrolasius. Вид был впервые описан в 2006 году японским колеоптерологом М. Мураямой (Munetoshi Maruyama; Department of Zoology, National Science Museum, Токио, Япония). Видовое название дано по месту нахождения (Иберийский полуостров).